# Günter Gall (Künstler)
Günter Gall (* 1947 in Rheinberg) ist ein niederrheinischer Folksänger, Gitarrenspieler, Komödiant und Rezitator, der seit 30 Jahren in Osnabrück lebt. Er tritt bundesweit seit mehr als 25 Jahren auf und wird begleitet von dem klassischen Gitarristen und Komponisten Konstantin Wassiljew.
Aufgewachsen am Niederrhein begann Gall in den 1970er Jahren während der damaligen Blütezeit für Folkmusik Lieder aus der Gegend des Niederrheins zu singen. 1983 gewann er mit dem Duo Mulwerk den ersten Preis bei der WDR-Stadtmusik in der Sparte Folk. In den 1990er Jahren trat Gall mit seiner Gruppe Düwelskermes auf und stand mit Hanns-Dieter Hüsch auf der Bühne. Auch bei der Hüsch-Abschiedsgala am 16. Dezember 2000 in Moers sang Gall für das „schwarze Schaf vom Niederrhein“.
Zu Galls Repertoire gehören auch Programme über Carl Michael Bellman, Erich Kästner, Erich Maria Remarque, Mascha Kaléko, Joachim Ringelnatz und Fritz Grasshoff. „Verbrannte Dichter“, Porträts mit Liedern, Lyrik, Prosa von u. a. Walter Mehring, Remarque und anderen spielt er erfolgreich in ganz Deutschland. Ein sehr lebendiges Kinderprogramm „Tüdelütt & Vigelei“(6-10 J.) mit schönen Bänkelbildern von Olaf Thielsch ist auch in seinem Repertoire. Seine CD „Soldaten-Leben“ wurde im Mai 2014 vom Folker zur CD des Monats gewählt. Dieses Programm zur 100. Erinnerung an den Ersten Weltkrieg war bundesweit sehr erfolgreich. Sein Lied für Hans Calmeyer war viele Monate auf Platz 2 der Liederbestenliste.
2017 spielen Gall und sein Gitarrist Konstantin Vassiliev das Programm Radlers Seligkeit mit Liedern, Instrumentals und Erzählungen zum 200. Jubiläum des Fahrrads. Ein Best of aus 35 Jahren Literatur und Musik wurde mehrfach aufgeführt.

## Werke

### Bücher
- Günter Gall, Klaus Schnittger: Diese Lieder gehören dem Volke, Ein Geschichtsliederbuch für die Region Osnabrück, 1989
- Günter Gall: Van Schereschlipp on andere Lüj, Das Niederrheinliederbuch, Mercator-Verlag Duisburg, 1994
- Günther Gall: Paradiesäppel, eine niederrheinische Kindheit, Erzählungen und Gedichte, Verlag Klaus Bielefeld, Friedland, 1999

### Tonträger
- Volkslieder und so, Autogram ALLP 213, 1978
- Ich bin ein freier Mann und singe!, Autogram ALLP 235, 1979
- Dä Hippelandexpress, Autogram ALLP 279, 1981
- Van Schereschlipp on andere Lüj – Lieder und Texte vom Niederrhein, (mit K.-H. Heydecke), Schnoog 1108, 1987
- Günter Gall & Düwelskermes, Acoustic Music AM 1003, 1988
- Tivoli, Mit Düwelskermes, AMC 1007, 1989
- Sommerabend, CD 1118, SCHNOOG, 1993
- geflött wie gesonge, mit Düwelskermes, Neue plattdeutsche Lieder vom Niederrhein, AP-0894-CD, 1994
- Das Beste aus 10 Jahren, Mit Düwelskermes, AP- ????–1996
- Paradiesäppel, 25 Jahre plattdeutsche Lieder vom Niederrhein, AP-0899-CD, 1999
- Jahrgang 1899, Lieder und Prosa von Erich Kästner, Eigenverlag, 2003
- Leute, höret die Geschicht, Volksballaden, Moritaten, Bänkelsang, Eigenverlag, 2003
- Durch alle Himmel, alle Gossen, Fredmans Episteln und Lieder, AP-1003-CD, 2004
- Chanson vom Montag, Lieder, Lyrik, Prosa von Masha Kaléko, AP-1103-CD, 2004
- Galläppel, Ein Koloniebär vom Niederrhein singt und erzählt, AP-0904-CD, 2004
- Klassiker op Platt, Lieder von Heine, Goethe, Villon, Kinks u.v.m., AP-0707-CD, 2007
- Wohl heute noch & morgen – 30 Jahre Literatur & Musik, 2012
- Vigelinland – 30 Jahre Adaptionen op platt, 2012
- Soldaten-Leben, Lieder von Krieg & Frieden aus 5 Jahrhunderten, jump up o31, 2014
- Liebwerte Brüder, Schlecker & Immen, Lieder & Episteln von Carl Michael Bellman, Eigenverlag, 2015
- Radlers Seligkeit 7 historische & neue Lieder, Instrumentals zu 200 Jahren Fahrrad